# 怡园
31°18′35″N 120°37′01″E / 31.309598°N 120.617068°E

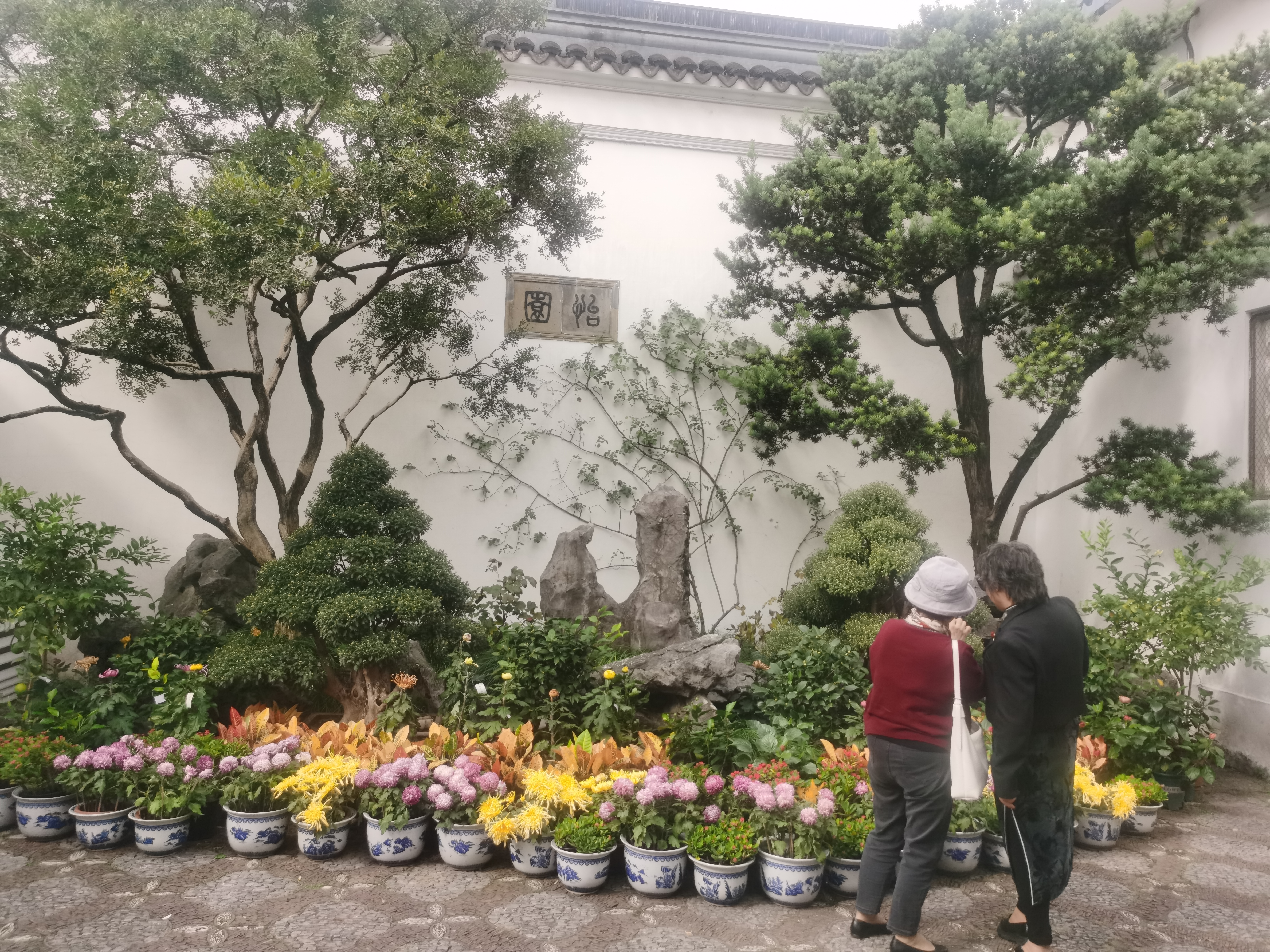
景区入口

怡园，位于江苏省苏州市中心观前街附近，园林面积约0.6公顷。

## 历史
怡园愿为明尚书吴宽复园故址，清同治年间宁绍台道顾文彬加以扩建，以“颐性养寿”之意，取名怡园。
1963年被列入苏州市文物保护单位名单，1982年被列为江苏省文物保护单位。

## 特点
怡园经复廊分为东西两部，东部以建筑庭院为主，西部以水池为中心。园中另有历代名家书法石刻数十方，镶嵌廊壁，称为怡园法帖。